# 콜세롤라 타워

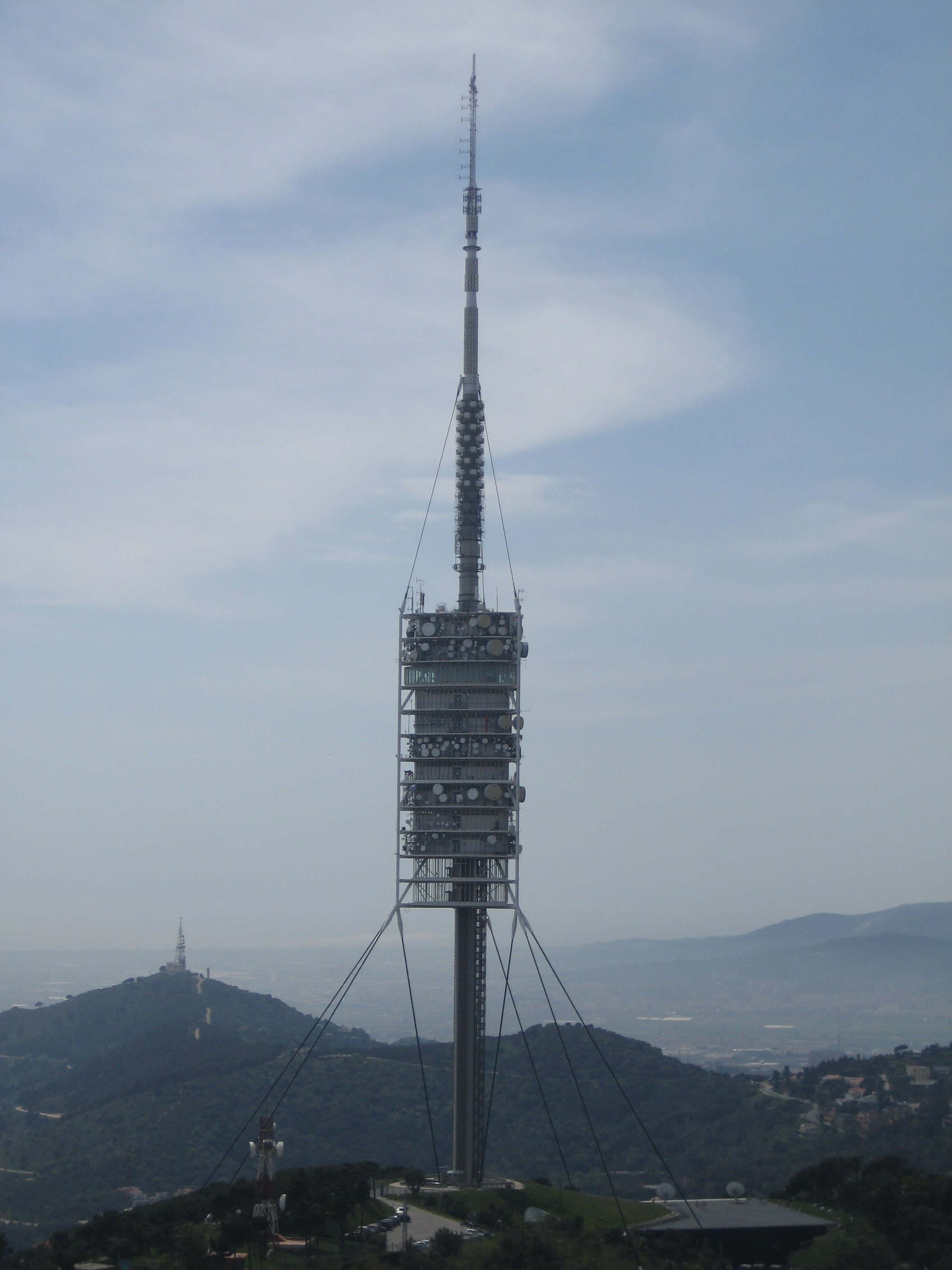
콜세롤라 타워

콜세롤라 타워(카탈루냐어, 스페인어: Torre de Collserola)는 바르셀로나 티비다보에 위치한 타워이다. 높이는 288.4m이다.

## 같이 보기
- 탑 목록